# On Separate Paths
Pour plus de détails, voir Fiche technique et Distribution.
On Separate Paths est un film muet américain réalisé par Francis Boggs et sorti en 1911.

## Fiche technique
- Titre : On Separate Paths
- Réalisation : Francis Boggs
- Scénario :
- Photographie :
- Montage :
- Producteur : William Selig
- Société de production : Selig Polyscope Company
- Société de distribution : Selig Polyscope Company
- Pays d'origine :  États-Unis
- Langue : film muet avec les intertitres en anglais
- Format : Noir et blanc — 35 mm — 1,33:1 — Muet
- Genre : Western
- Durée :
- Dates de sortie : 
  -  États-Unis : 17 octobre 1911

## Distribution
- Sydney Ayres
- Herbert Rawlinson
- Earl Eydon
- Mathew Dwyer
- Fred Huntley
- Nick Cogley
- Frank Richardson
- Frank Clark
- John Fitzgerald
- Anna Dodge
- Iva Shepard